# Giro de Italia 2007
El 90.º Giro de Italia se disputó entre el 12 de mayo y el 3 de junio de 2007 sobre 3486,2 km, disputados desde Caprera hasta Milán. 
La ronda transalpina tuvo 4 llegadas en alto además de una cronoescalada al santuario de Oropa, una contrarreloj individual en Verona, una contrarreloj por equipos en la 1.ª etapa de la ronda sobre 24 km. También volvió la maglia bianca para el mejor joven de la carrera transalpina para premiar al mejor corredor menor de 25 años.

## Equipos participantes
| ProTeams (19)- AG2R Prévoyance - Astana - Bouygues Telecom - Caisse d'Épargne - Cofidis-Le Crédit par Téléphone - Crédit agricole - Discovery Channel - Euskaltel-Euskadi - La Française des jeux - Gerolsteiner - Lampre-Fondital - Liquigas - Predictor-Lotto - Quick Step-Innergetic - Rabobank - Saunier Duval-Prodir - CSC - Team Milram - T-Mobile Equipos continentales profesionales (3)- Acqua & Sapone-Caffè Mokambo - Ceramica Panaria-Navigare - Tinkoff Credit Systems |
| |

## Etapas
| Etapa      | Fecha     | Recorrido                                                 | type                    | Distancia (km) | Ganador                                 | Líder             |
| ---------- | --------- | --------------------------------------------------------- | ----------------------- | -------------- | --------------------------------------- | ----------------- |
| 1.ª etapa  | 12 de may | Caprera – La Maddalena                                    | contrarreloj individual | 25,6           | Liquigas                                | Enrico Gasparotto |
| 2.ª etapa  | 13 de may | Tempio Pausania – Bosa                                    | etapa llana             | 205            | Robbie McEwen                           | Danilo Di Luca    |
| 3.ª etapa  | 14 de may | Barumini – Cagliari                                       | etapa llana             | 181            | Alessandro Petacchi Robert Förster      | Enrico Gasparotto |
|            | 15 de may | Día de descanso                                           | Día de descanso         |                |                                         |                   |
| 4.ª etapa  | 16 de may | Salerno – Montevergine                                    | etapa de media montaña  | 153            | Danilo Di Luca                          | Danilo Di Luca    |
| 5.ª etapa  | 17 de may | Teano – Frascati                                          | etapa llana             | 173            | Robert Förster                          | Danilo Di Luca    |
| 6.ª etapa  | 18 de may | Tívoli – Spoleto                                          | etapa de media montaña  | 177            | Luis Felipe Laverde                     | Marco Pinotti     |
| 7.ª etapa  | 19 de may | Spoleto – Scarperia                                       | etapa llana             | 254            | Alessandro Petacchi Thor Hushovd        | Marco Pinotti     |
| 8.ª etapa  | 20 de may | Barberino di Mugello – Fiorano Modenese                   | etapa llana             | 200            | Kurt Asle Arvesen                       | Marco Pinotti     |
| 9.ª etapa  | 21 de may | Reggio Emilia – Lido di Camaiore                          | etapa llana             | 177            | Danilo Napolitano                       | Marco Pinotti     |
| 10.ª etapa | 22 de may | Lido di Camaiore – Shrine of Nostra Signora della Guardia | etapa de media montaña  | 250            | Leonardo Piepoli                        | Andrea Noè        |
| 11.ª etapa | 23 de may | Serravalle Scrivia – Pinerolo                             | etapa llana             | 198            | Alessandro Petacchi Gabriele Balducci   | Andrea Noè        |
| 12.ª etapa | 24 de may | Scalenghe – Briançon                                      | etapa de montaña        | 163            | Danilo Di Luca                          | Danilo Di Luca    |
| 13.ª etapa | 25 de may | Biella – Santuario de Oropa                               | contrarreloj individual | 12,6           | Marzio Bruseghin                        | Danilo Di Luca    |
| 14.ª etapa | 26 de may | Cantù – Shrine of Nostra Signora della Guardia            | etapa de media montaña  | 192            | Stefano Garzelli                        | Danilo Di Luca    |
| 15.ª etapa | 27 de may | Trento – Tres Cimas de Lavaredo                           | etapa de montaña        | 184            | Riccardo Riccò                          | Danilo Di Luca    |
|            | 28 de may | Día de descanso                                           | Día de descanso         |                |                                         |                   |
| 16.ª etapa | 29 de may | Agordo – Lienz                                            | etapa llana             | 189            | Stefano Garzelli                        | Danilo Di Luca    |
| 17.ª etapa | 30 de may | Lienz – Monte Zoncolan                                    | etapa de montaña        | 142            | Gilberto Simoni                         | Danilo Di Luca    |
| 18.ª etapa | 31 de may | Údine – Riese Pio X                                       | etapa llana             | 203            | Alessandro Petacchi Maximiliano Richeze | Danilo Di Luca    |
| 19.ª etapa | 1 de jun  | Treviso – Comano Terme                                    | etapa llana             | 179            | Iban Mayo                               | Danilo Di Luca    |
| 20.ª etapa | 2 de jun  | Bardolino – Verona                                        | contrarreloj individual | 43             | Paolo Savoldelli                        | Danilo Di Luca    |
| 21.ª etapa | 3 de jun  | Vestone – Milán                                           | etapa llana             | 185            | Alessandro Petacchi Maximiliano Richeze | Danilo Di Luca    |

## Desarrollo general
El Giro comenzaba en Caprera, en la isla de Cerdeña, con una crono por equipos de 24 km, además de dos etapas que discurrirán por territorio sardo. La 1.ª jornada de descanso llevará a los corredores a la bota y a la primera etapa de montaña, con final en Montevergine di Mercogliano, en la que ya han vencido Danilo Di Luca y Damiano Cunego. En la 6.ª etapa se sube al Terminillo. La 10.ª Jornada se asciende al Santuario de Nostra Signora della Guarda con 9 kilómetros de ascensión y los últimos 2,5 al 10,6%. La 12.ª Jornada ingresa en Francia, en Briançon, con dos ascensiones al Angello (Cima Coppi) con 2.744 m de altitud, y del Izoard. En la siguiente jornada se tiene la crono-escalada al Santuario de Oropa, con 13 km de ascensión. En Oropa se han vivido grandes momentos, como Marco Pantani en 1999 o Miguel Induráin en la ronda de 1993, luchando para llevarse su 2.º Giro. La 15.ª etapa se asciende a San Pellegrino, Giau, Tre Croci y la ascensión final a Tre Cime di Lavaredo. La siguiente jornada se llegó a Austria, a la ciudad de Lienz y la 17.ª Jornada la última oportunidad para los escaladores con la ascensión al Monte Zoncolan, aunque antes se encontrarán con el Monte Croce y el Tualis. En el penúltimo día una contra reloj de 42km en Verona determinará los puestos de honor, y el último día se llegaba a Milán donde se despedirá la carrera.

## Dopaje
Todos los resultados de Alessandro Petacchi fueron anulados el 6 de mayo de 2008 por su positivo en la 11.ª etapa por salbutamol. En un principio fue exculpado por su federación, pero el Comité Olímpico Italiano recurrió al TAS y Petacchi fue sancionado. Además, los puntos obtenidos de la clasificación UCI ProTour 2007 le fueron quitados y dados a los corredores que le precedieron, teniendo esos puntos incidencia en las clasificaciones por equipos y por países.
Aketza Peña en principio fue retirado de todas las clasificaciones por un positivo en el Giro del Trentino (anterior al Giro) pero posteriormente fue absuelto reincorporándole así a las clasificaciones, hasta el día de su exclusión producida antes de comenzar la etapa 17.ª.

## Clasificaciones

### Clasificación general(Maglia Rosa)

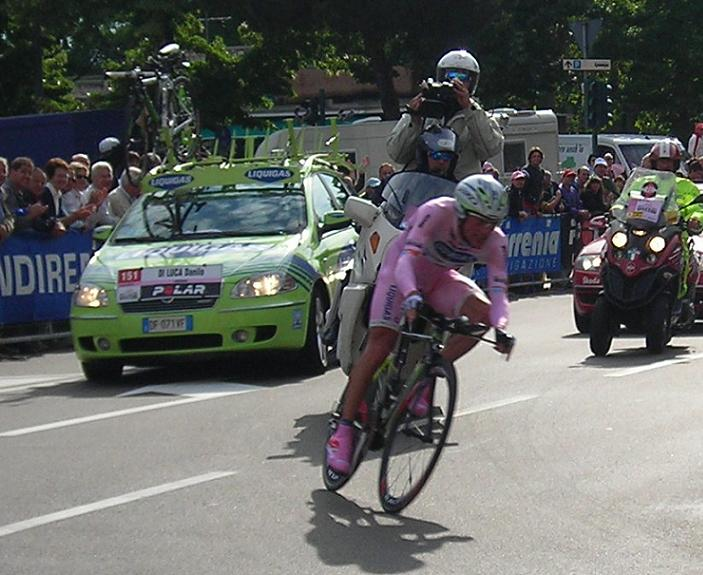
Danilo Di Luca con la maglia rosa.

| \| Clasificación general \| Clasificación general \| Clasificación general \| Clasificación general \| Clasificación general \| \| Ciclista \| Ciclista \| Equipo \| Tiempo \| \| \| --------------------- \| --------------------- \| ------------------------------- \| --------------------- \| --------------------- \| \| 1.º \| Danilo Di Luca \| Liquigas \| 92 h 59 min 39 s \| \| \| 2.º \| Andy Schleck \| CSC \| + 1 min 55 s \| \| \| 3.º \| Eddy Mazzoleni \| Astana \| + 2 min 25 s \| \| \| 4.º \| Gilberto Simoni \| Saunier Duval-Prodir \| + 3 min 15 s \| \| \| 5.º \| Damiano Cunego \| Lampre-Fondital \| + 3 min 59 s \| \| \| 6.º \| Riccardo Riccò \| Saunier Duval-Prodir \| + 7 min 00 s \| \| \| 7.º \| Yevgueni Petrov \| Tinkoff Credit Systems \| + 8 min 34 s \| \| \| 8.º \| Marzio Bruseghin \| Lampre-Fondital \| + 10 min 14 s \| \| \| 9.º \| Franco Pellizotti \| Liquigas \| + 10 min 44 s \| \| \| 10.º \| David Arroyo \| Caisse d'Épargne \| + 11 min 58 s \| \| \| 11.º \| Emanuele Sella \| Ceramica Panaria-Navigare \| + 13 min 08 s \| \| \| 12.º \| Paolo Savoldelli \| Astana \| + 13 min 30 s \| \| \| 13.º \| Iván Parra \| Cofidis-Le Crédit par Téléphone \| + 14 min 48 s \| \| \| 14.º \| Leonardo Piepoli \| Saunier Duval-Prodir \| + 17 min 40 s \| \| \| 15.º \| Patxi Vila \| Lampre-Fondital \| + 19 min 13 s \| \| \| 16.º \| Stefano Garzelli \| Acqua & Sapone - Caffè Mokambo \| + 19 min 39 s \| \| \| 17.º \| Domenico Pozzovivo \| Ceramica Panaria-Navigare \| + 23 min 55 s \| \| \| 18.º \| Marco Pinotti \| T-Mobile \| + 30 min 18 s \| \| \| 19.º \| Vincenzo Nibali \| Liquigas \| + 31 min 42 s \| \| \| 20.º \| Mario Aerts \| Predictor-Lotto \| + 32 min 48 s \| \| \| 21.º \| Andréi Mizúrov \| Astana \| + 33 min 28 s \| \| \| 22.º \| Branislau Samoilau \| Acqua & Sapone - Caffè Mokambo \| + 34 min 19 s \| \| \| 23.º \| Massimo Codol \| Acqua & Sapone - Caffè Mokambo \| + 40 min 16 s \| \| \| 24.º \| Fortunato Baliani \| Ceramica Panaria-Navigare \| + 40 min 45 s \| \| \| 25.º \| Hubert Dupont \| AG2R Prévoyance \| + 44 min 53 s \| \| |                    |                                 |                  |
| |                    |                                 |                  |
| |                    |                                 |                  |
| Clasificación general |                    |                                 |                  |
| Ciclista | Ciclista           | Equipo                          | Tiempo           |
| 1.º | Danilo Di Luca     | Liquigas                        | 92 h 59 min 39 s |
| 2.º | Andy Schleck       | CSC                             | + 1 min 55 s     |
| 3.º | Eddy Mazzoleni     | Astana                          | + 2 min 25 s     |
| 4.º | Gilberto Simoni    | Saunier Duval-Prodir            | + 3 min 15 s     |
| 5.º | Damiano Cunego     | Lampre-Fondital                 | + 3 min 59 s     |
| 6.º | Riccardo Riccò     | Saunier Duval-Prodir            | + 7 min 00 s     |
| 7.º | Yevgueni Petrov    | Tinkoff Credit Systems          | + 8 min 34 s     |
| 8.º | Marzio Bruseghin   | Lampre-Fondital                 | + 10 min 14 s    |
| 9.º | Franco Pellizotti  | Liquigas                        | + 10 min 44 s    |
| 10.º | David Arroyo       | Caisse d'Épargne                | + 11 min 58 s    |
| 11.º | Emanuele Sella     | Ceramica Panaria-Navigare       | + 13 min 08 s    |
| 12.º | Paolo Savoldelli   | Astana                          | + 13 min 30 s    |
| 13.º | Iván Parra         | Cofidis-Le Crédit par Téléphone | + 14 min 48 s    |
| 14.º | Leonardo Piepoli   | Saunier Duval-Prodir            | + 17 min 40 s    |
| 15.º | Patxi Vila         | Lampre-Fondital                 | + 19 min 13 s    |
| 16.º | Stefano Garzelli   | Acqua & Sapone - Caffè Mokambo  | + 19 min 39 s    |
| 17.º | Domenico Pozzovivo | Ceramica Panaria-Navigare       | + 23 min 55 s    |
| 18.º | Marco Pinotti      | T-Mobile                        | + 30 min 18 s    |
| 19.º | Vincenzo Nibali    | Liquigas                        | + 31 min 42 s    |
| 20.º | Mario Aerts        | Predictor-Lotto                 | + 32 min 48 s    |
| 21.º | Andréi Mizúrov     | Astana                          | + 33 min 28 s    |
| 22.º | Branislau Samoilau | Acqua & Sapone - Caffè Mokambo  | + 34 min 19 s    |
| 23.º | Massimo Codol      | Acqua & Sapone - Caffè Mokambo  | + 40 min 16 s    |
| 24.º | Fortunato Baliani  | Ceramica Panaria-Navigare       | + 40 min 45 s    |
| 25.º | Hubert Dupont      | AG2R Prévoyance                 | + 44 min 53 s    |

### Clasificación por puntos(Maglia Ciclamino)
| Clasificación por puntos | Clasificación por puntos | Clasificación por puntos       | Clasificación por puntos | Clasificación por puntos |
| Ciclista                 | Ciclista                 | Equipo                         | Puntos                   |                          |
| ------------------------ | ------------------------ | ------------------------------ | ------------------------ | ------------------------ |
| 1.º                      | Danilo Di Luca           | Liquigas                       | 130 pts                  |                          |
| 2.º                      | Paolo Bettini            | Quick Step-Innergetic          | 120 pts                  |                          |
| 3.º                      | Maximiliano Richeze      | Ceramica Panaria-Navigare      | 107 pts                  |                          |
| 4.º                      | Leonardo Piepoli         | Saunier Duval-Prodir           | 93 pts                   |                          |
| 5.º                      | Gilberto Simoni          | Saunier Duval-Prodir           | 92 pts                   |                          |
| 6.º                      | Stefano Garzelli         | Acqua & Sapone - Caffè Mokambo | 91 pts                   |                          |
| 7.º                      | Andy Schleck             | CSC                            | 85 pts                   |                          |
| 8.º                      | Riccardo Riccò           | Saunier Duval-Prodir           | 76 pts                   |                          |
| 9.º                      | Damiano Cunego           | Lampre-Fondital                | 76 pts                   |                          |
| 10.º                     | Eddy Mazzoleni           | Astana                         | 71 pts                   |                          |

### Clasificación de la montaña(Maglia Verde)
| Clasificación de la montaña | Clasificación de la montaña | Clasificación de la montaña | Clasificación de la montaña | Clasificación de la montaña |
| Ciclista                    | Ciclista                    | Equipo                      | Puntos                      |                             |
| --------------------------- | --------------------------- | --------------------------- | --------------------------- | --------------------------- |
| 1.º                         | Leonardo Piepoli            | Saunier Duval-Prodir        | 79 pts                      |                             |
| 2.º                         | Fortunato Baliani           | Ceramica Panaria-Navigare   | 46 pts                      |                             |
| 3.º                         | Danilo Di Luca              | Liquigas                    | 45 pts                      |                             |
| 4.º                         | Gilberto Simoni             | Saunier Duval-Prodir        | 41 pts                      |                             |
| 5.º                         | Riccardo Riccò              | Saunier Duval-Prodir        | 36 pts                      |                             |
| 6.º                         | Yoann Le Boulanger          | Bouygues Telecom            | 24 pts                      |                             |
| 7.º                         | Luis Felipe Laverde         | Ceramica Panaria-Navigare   | 23 pts                      |                             |
| 8.º                         | Andy Schleck                | CSC                         | 20 pts                      |                             |
| 9.º                         | Damiano Cunego              | Lampre-Fondital             | 17 pts                      |                             |
| 10.º                        | Marzio Bruseghin            | Lampre-Fondital             | 15 pts                      |                             |

### Clasificación del intergiro - Maglia azzurra
| Clasificación de la combinada | Clasificación de la combinada | Clasificación de la combinada | Clasificación de la combinada | Clasificación de la combinada |
| Ciclista                      | Ciclista                      | Equipo                        | Puntos                        |                               |
| ----------------------------- | ----------------------------- | ----------------------------- | ----------------------------- | ----------------------------- |

| Posición | Corredor           | Equipo                           | Tiempo |
| -------- | ------------------ | -------------------------------- | ------ |
|          | Mijaíl Ignátiev    | Tinkoff Credit Systems           | 18 p.  |
| 2        | Mickaël Buffaz     | Cofidis, Le Crédit par Téléphone | 14 p.  |
| 3        | Yoann Le Boulanger | Bouygues Télécom                 | 9 p.   |

### Clasificación de los jóvenes(Maglia Bianca)
| Clasificación del mejor joven | Clasificación del mejor joven | Clasificación del mejor joven   | Clasificación del mejor joven | Clasificación del mejor joven |
| Ciclista                      | Ciclista                      | Equipo                          | Tiempo                        |                               |
| ----------------------------- | ----------------------------- | ------------------------------- | ----------------------------- | ----------------------------- |
| 1.º                           | Andy Schleck                  | CSC                             | 93 h 01 min 34 s              |                               |
| 2.º                           | Riccardo Riccò                | Saunier Duval-Prodir            | + 5 min 05 s                  |                               |
| 3.º                           | Domenico Pozzovivo            | Ceramica Panaria-Navigare       | + 22 min 00 s                 |                               |
| 4.º                           | Vincenzo Nibali               | Liquigas                        | + 29 min 47 s                 |                               |
| 5.º                           | Branislau Samoilau            | Acqua & Sapone - Caffè Mokambo  | + 32 min 24 s                 |                               |
| 6.º                           | Mauro Facci                   | Quick Step-Innergetic           | + 1 h 07 min 00 s             |                               |
| 7.º                           | Olivier Bonnaire              | Bouygues Telecom                | + 1 h 24 min 46 s             |                               |
| 8.º                           | Amaël Moinard                 | Cofidis-Le Crédit par Téléphone | + 1 h 24 min 52 s             |                               |
| 9.º                           | Carl Naibo                    | AG2R Prévoyance                 | + 1 h 33 min 11 s             |                               |
| 10.º                          | Matthias Russ                 | Gerolsteiner                    | + 1 h 34 min 56 s             |                               |

### Clasificación por equipos - Fast team
| Clasificación por equipos | Clasificación por equipos       | Clasificación por equipos | Clasificación por equipos |
| Equipo                    | Equipo                          | Tiempo                    |                           |
| ------------------------- | ------------------------------- | ------------------------- | ------------------------- |
| 1.º                       | Saunier Duval-Prodir            | 278 h 11 min 31 s         |                           |
| 2.º                       | Liquigas                        | + 3 min 53 s              |                           |
| 3.º                       | Lampre-Fondital                 | + 6 min 06 s              |                           |
| 4.º                       | Astana                          | + 6 min 56 s              |                           |
| 5.º                       | Ceramica Panaria-Navigare       | + 10 min 15 s             |                           |
| 6.º                       | Acqua & Sapone - Caffè Mokambo  | + 1 h 02 min 26 s         |                           |
| 7.º                       | Caisse d'Épargne                | + 1 h 51 min 04 s         |                           |
| 8.º                       | Cofidis-Le Crédit par Téléphone | + 1 h 52 min 21 s         |                           |
| 9.º                       | Predictor-Lotto                 | + 1 h 53 min 14 s         |                           |
| 10.º                      | Quick Step-Innergetic           | + 2 h 21 min 31 s         |                           |

## Evolución de las clasificaciones
| Etapa                   |                         | Ganador _                               | Clasificación general | Puntos                             | Montaña             | Jóvenes            | Equipo                    |
| ----------------------- | ----------------------- | --------------------------------------- | --------------------- | ---------------------------------- | ------------------- | ------------------ | ------------------------- |
| 1.ª etapa               | contrarreloj individual | Liquigas                                | Enrico Gasparotto     | no otorgado                        | no otorgado         | Enrico Gasparotto  | Liquigas                  |
| 2.ª etapa               | etapa llana             | Robbie McEwen                           | Danilo Di Luca        | Robbie McEwen                      | Pável Brutt         | Enrico Gasparotto  | Liquigas                  |
| 3.ª etapa               | etapa llana             | Alessandro Petacchi Robert Förster      | Enrico Gasparotto     | Alessandro Petacchi Robbie McEwen  | Pável Brutt         | Enrico Gasparotto  | Liquigas                  |
| 4.ª etapa               | etapa de media montaña  | Danilo Di Luca                          | Danilo Di Luca        | Robbie McEwen                      | Pável Brutt         | Vincenzo Nibali    | Liquigas                  |
| 5.ª etapa               | etapa llana             | Robert Förster                          | Danilo Di Luca        | Alessandro Petacchi Robbie McEwen  | Danilo Di Luca      | Vincenzo Nibali    | Liquigas                  |
| 6.ª etapa               | etapa de media montaña  | Luis Felipe Laverde                     | Marco Pinotti         | Alessandro Petacchi Robbie McEwen  | Luis Felipe Laverde | Hubert Schwab      | Ceramica Panaria-Navigare |
| 7.ª etapa               | etapa llana             | Alessandro Petacchi Thor Hushovd        | Marco Pinotti         | Alessandro Petacchi Robbie McEwen  | Luis Felipe Laverde | Hubert Schwab      | Ceramica Panaria-Navigare |
| 8.ª etapa               | etapa llana             | Kurt Asle Arvesen                       | Marco Pinotti         | Alessandro Petacchi Paolo Bettini  | Luis Felipe Laverde | Aleksandr Arekeyev | Lampre-Fondital           |
| 9.ª etapa               | etapa llana             | Danilo Napolitano                       | Marco Pinotti         | Alessandro Petacchi Robbie McEwen  | Luis Felipe Laverde | Aleksandr Arekeyev | Lampre-Fondital           |
| 10.ª etapa              | etapa de media montaña  | Leonardo Piepoli                        | Andrea Noè            | Alessandro Petacchi Robbie McEwen  | Danilo Di Luca      | Andy Schleck       | Lampre-Fondital           |
| 11.ª etapa              | etapa llana             | Alessandro Petacchi Gabriele Balducci   | Andrea Noè            | Alessandro Petacchi Robbie McEwen  | Danilo Di Luca      | Andy Schleck       | Lampre-Fondital           |
| 12.ª etapa              | etapa de montaña        | Danilo Di Luca                          | Danilo Di Luca        | Alessandro Petacchi Paolo Bettini  | Danilo Di Luca      | Andy Schleck       | Lampre-Fondital           |
| 13.ª etapa              | contrarreloj individual | Marzio Bruseghin                        | Danilo Di Luca        | Alessandro Petacchi Danilo Di Luca | Danilo Di Luca      | Andy Schleck       | Lampre-Fondital           |
| 14.ª etapa              | etapa de media montaña  | Stefano Garzelli                        | Danilo Di Luca        | Alessandro Petacchi Danilo Di Luca | Danilo Di Luca      | Andy Schleck       | Lampre-Fondital           |
| 15.ª etapa              | etapa de montaña        | Riccardo Riccò                          | Danilo Di Luca        | Alessandro Petacchi Danilo Di Luca | Leonardo Piepoli    | Andy Schleck       | Saunier Duval-Prodir      |
| 16.ª etapa              | etapa llana             | Stefano Garzelli                        | Danilo Di Luca        | Alessandro Petacchi Danilo Di Luca | Leonardo Piepoli    | Andy Schleck       | Ceramica Panaria-Navigare |
| 17.ª etapa              | etapa de montaña        | Gilberto Simoni                         | Danilo Di Luca        | Alessandro Petacchi Danilo Di Luca | Leonardo Piepoli    | Andy Schleck       | Saunier Duval-Prodir      |
| 18.ª etapa              | etapa llana             | Alessandro Petacchi Maximiliano Richeze | Danilo Di Luca        | Alessandro Petacchi Danilo Di Luca | Leonardo Piepoli    | Andy Schleck       | Saunier Duval-Prodir      |
| 19.ª etapa              | etapa llana             | Iban Mayo                               | Danilo Di Luca        | Alessandro Petacchi Danilo Di Luca | Leonardo Piepoli    | Andy Schleck       | Saunier Duval-Prodir      |
| 20.ª etapa              | contrarreloj individual | Paolo Savoldelli                        | Danilo Di Luca        | Alessandro Petacchi Danilo Di Luca | Leonardo Piepoli    | Andy Schleck       | Saunier Duval-Prodir      |
| 21.ª etapa              | etapa llana             | Alessandro Petacchi Maximiliano Richeze | Danilo Di Luca        | Alessandro Petacchi Danilo Di Luca | Leonardo Piepoli    | Andy Schleck       | Saunier Duval-Prodir      |
| Clasificaciones finales | Clasificaciones finales |                                         | Danilo Di Luca        | Danilo Di Luca                     | Leonardo Piepoli    | Andy Schleck       | Saunier Duval-Prodir      |

Alessandro Petacchi fue condenado el 6 de mayo de 2008 a un año de inhabilitación por parte del TAS por haber dado positivo para salbutamol. La disposición prevé la devolución de todos los premios relacionados con esta edición del Giro, incluidas las victorias de etapa.